# Hrabstwo Hamilton (Nowy Jork)
Hamilton – hrabstwo (ang. county) w stanie  Nowy Jork w USA. Populacja wynosi 5379 mieszkańców (stan według spisu z 2000 r.).
Powierzchnia hrabstwa wynosi 4682 km². Gęstość zaludnienia wynosi 1 osób/km².

## Miasta
- Arietta
- Benson
- Hope
- Indian Lake
- Inlet
- Lake Pleasant
- Long Lake
- Morehouse
- Wells

## CDP
- Long Lake
- Wells
- Speculator (wieś)